# Рао, Анджали
Анджали Рао (англ. Anjali Rao) — известный журналист и телеведущая CNN International, на котором она работает с января 2006. Анджали часто ведёт новости со штаб-квартиры CNN Asia в Гонконге, где она родилась, а также специальные репортажи на CNN как, например, в передаче TalkAsia. В ней она подтвердила, что является «наполовину индианкой и наполовину австралийкой».
Перед тем как присоединиться к CNN, Анджали работала в качестве режиссёра и обозревателя на Гонконгском канале Wharf Cable Television, а также на Channel 7 в Мельбурне в Австралии. Работая на Star TV она в 2004 получила главный приз на конкурсе прессы «права человека», устраиваемом организацией Международная амнистия. Анджали возможно шире известна в Великобритании как бывший ведущий новостей на Sky News и Channel 5.

## Образование
Анджали получила образование в Гонконге и лондонском City University, где её наградили степенью бакалавра социологии и СМИ с отличием.